# Tom Kennedy
Tom Kennedy (Saint Louis (Missouri), 21 augustus 1960) is een Amerikaanse jazzmuzikant (contrabas, basgitaar).

## Biografie
Kennedy komt uit een familie van muzikanten. Zijn vader werkte eerst als trompettist, zijn oudere broer was de pianist Ray Kennedy. Op 8-jarige leeftijd maakte hij kennis met de contrabas, die zijn broer zou spelen in het schoolorkest en kreeg vanaf 9-jarige leeftijd regelmatig les van Jerry Cherry. Als tiener volgde hij workshops bij Stan Kenton, met wie hij ook jamde (samen met Peter Erskine). Als tiener speelde hij niet alleen met lokale muzikanten, maar vormde hij ook al op jonge leeftijd een ritmegroep met zijn broer, die Dizzy Gillespie, Sonny Stitt, Stan Kenton, James Moody, Barney Kessel, Eddie Harris, George Russell, Nat Adderley, Bill Watrous en Freddie Hubbard begeleidde bij optredens in St. Louis. Op 17-jarige leeftijd schakelde hij over op de elektrische bas. Samen met zijn broer nam hij een aantal albums op als The Kennedy Brothers uit 1988, meest recent een Harold Arlen-tribute-album in 2008. Na zijn verhuizing naar New York (1984), trad hij toe tot Steps Ahead in het fusiongebied, waar hij speelde met Michael Brecker en Bill Connors. Hij werkte ook samen met Tania Maria en Didier Lockwood, later ook met Don Grolnick, Steve Khan, Randy Brecker, Al Di Meola, Mike Stern, Joe Sample, Frank Gambale, Steve Lukather, David Sanborn, Simon Phillips, Marius Preda en Planet X. Vanaf 1998 hij maakte deel uit van de band van Dave Weckl. Hij trad ook op met Benny Green, Bucky Pizzarelli en Junior Cook.

## Discografie

### Als leader
- 1996: Basses Loaded (TKM)
- 2002: Bassics (Victoria)
- 2012: Just for the Record (CD Baby)
- 2013: Just Play! (Capri Records)
- 2017: Points of View (TKM)

### Als sideman
Met Dave Weckl Band
- The Zone
- Perpetual Motion
- Live (and very plugged in)
- Multiplicity
- Rhythm of the Soul
- Synergy
- Transition

Met Bill Connors
- Step It
- Double Up
- Assembler

Met anderen
- Hearts and Numbers door Don Grolnick
- I'll Remember April met Ray Kennedy
- The Infinite Desire door Al DiMeola
- Universe door Planet X
- Moonbabies door Planet X
- Inertia  door Derek Sherinian
- All Over the Place door Mike Stern
- Mike Stern Band: New Morning – The Paris Concert (dvd)

- Bibliothèque nationale de France: cb13932350m (data)
- Gemeinsame Normdatei: 13462517X
- International Standard Name Identifier: 0000 0000 7248 2150
- Library of Congress Control Number: no98112344
- MusicBrainz: d78fd084-a95b-45cd-a484-b16694d6631f
- Nationale Bibliotheek van Tsjechië: xx0181329
- Nederlandse Thesaurus van Auteursnamen: 239529138
- Système universitaire de documentation: 080715567
- Virtual International Authority File: 39565148
- WorldCat: E39PBJm9cbk84kY6YR9FbctHYP